# Got Your Back (T.I.)
Got Your Back is een nummer van No Mercy, het zevende studioalbum van de Amerikaanse rapper T.I.. Het nummer werd uitgebracht op 1 juni 2010 door het platenlabel Atlantic. Op het door DJ Troomp geproduceerde nummer is Keri Hilson ook te horen. Het nummer staat ook als bonusnummer op T.I.'s mixtape Fuck a Mixtape. Got Your Back kreeg de Gouden-certificatie op 15 december 2010.

## Hitlijsten
| Hitlijst (2010)               | Hoogste positie |
| ----------------------------- | --------------- |
| Belgium (Ultratip Vlaanderen) | 21              |
| Canadian Hot 100              | 48              |
| German Black (Deutsche Trend) | 6               |
| Irish Singles Chart           | 33              |
| Nederlandse Top 40            | 81              |
| UK R&B Chart                  | 19              |
| UK Singles Chart              | 45              |
| Billboard Hot 100             | 38              |
| Billboard Rap and R&B Hiphop  | 10              |
| Billboard Hot Rap Songs       | 4               |